# Катерицообразни
Катерицообразни (Sciuromorpha) е подразред бозайници от разред Гризачи (Rodentia).
Включва около 300 вида, разпределени в около 60 рода и 3 семейства, разпространени в целия свят с изключение на Австралия и Антарктика.

## Семейства
Подразред Sciuromorpha – Катерицообразни
- Aplodontiidae – Планински бобри
- Gliridae – Сънливцови
- Sciuridae – Катерицови